# Arenal (Yoro)
Arenal é uma cidade hondurenha do departamento de Yoro.